# Задняя полиморфная дистрофия роговицы, тип 1
Задняя полиморфная дистрофия роговицы, тип 1 (англ. Posterior Polymorphous Corneal Dystrophy 1; PPCD1; Schlichting dystrophy) — редкая форма дистрофии роговой оболочки человека, для которой характерны нарушения структуры Десцеметовой мембраны и роговичного эндотелия. Основной симптом — снижение зрения вследствие отёка роговицы. Иногда симптомы присутствуют с рождения, однако отмечается и бессимптомное развитие. Гистопатологический анализ эндотелия демонстрирует эпителиальные характеристики, обычно не свойственные этому слою, причём эндотелий может даже состоять из нескольких слоёв клеток. Впервые заболевание было описано в 1916 году Кэппе (Koeppe) как «keratitis bullosa interna». В одном исследовании отмечена ассоциация этой формы дистрофии, а также кератоконуса, с геном VSX1.